# 修道士ファルコ
『修道士ファルコ』（しゅうどうしファルコ）は、青池保子による日本の歴史漫画。

## 概要
『花曜日』（白泉社）にて、1991年SUMMER号から1992年SPRING号まで連載され、一時中断した後、『MELODY』（白泉社）にて再開し、2001年1月号から2001年7月号まで連載されるも再び中断、その後『プリンセスGOLD』（秋田書店）にて2013年2月号から連載再開した。2016年（平成28年）の「プリンセスGOLD」3月号掲載の「湖上の城大量殺人事件」編終了を機に三度中断し、ファルコの頼もしい仲間である兄弟オドの出家前にケルンで警吏として活躍していた市警時代を描くスピンオフ作品『ケルン市警オド』を奇数月の飛び石連載として『プリンセスGOLD』2016年1月号より開始したが、2018年4月号をもって『プリンセスGOLD』の電子書籍専売により紙版が終了したため、『ミステリーボニータ』に移籍して2018年6月特大号より偶数月の飛び石連載となった。単行本は白泉社からジェッツコミックスと白泉社文庫より出ているが、秋田書店へ移籍し『プリンセスGOLD』（秋田書店）2013年2月号で告知された通りプリンセスコミックスより新装版が出版された。
青池保子の『アルカサル-王城-』のスピンオフ作品。14世紀後半、ドイツのリリエンタール修道院に身を寄せたファルコという名の修道士とリリエンタール修道院の仲間達の物語である。第一話は、「セビリアの伝説と伝承」内の、カスティーリャ王ペドロ１世と元剣士の修道士にまつわる逸話をヒントとしている。作者曰く「嘘か本当か分らない何でもありの中世昔話風の世界」であり、聖女や聖人にまつわる奇跡のような怪異譚も物語の重要な要素となっている。なお、『アルカサル-王城-』外伝として発表された「地の果てへの道」（新装版2巻に再収録）は、ドン・ペドロがバレンシア攻防戦でアラゴン軍に勝利した直後のエピソードであるため、その時期を1364年の夏（エピローグに7月25日の描写あり）と特定できる。
新装版第1巻には、若い修道士マルタンを主人公に中世の修道院を舞台とした作品「笑い猫の肖像」が収録されている。

## 登場人物
ファルコ
本作の主人公。
ドイツ系スペイン人の修道士。俗世名は「ベルナルド」。枯草色の髪と薄青の瞳、ゲルマンの騎士を思わせる大柄でたくましい体躯の持ち主。元は「ナバーラの鷹」と呼ばれた剣客の騎士であった。頭頂部にある鮮やかなキスマーク形の痣が他の修道士を惑わす元凶になりかねないため、どの修道院でも地肌が隠れる長さの髪にせよとトンスラを禁じられショートヘアを強いられている。騎士時代はセミロングだった。俗人の姿と嘗ての剣技を活用しての問題の打開を求められる事件に遭遇すること多々あり、修道士として役に立ちたい自身の願いが中々叶わず苦悩の種となっている。
フランク王国のカール大帝が300年前に作ったスペイン辺境領に入植したゲルマン貴族の流れを汲み、一族の中でも先祖返りと言われるドイツ人そのものの外見を持つ。そのためドイツのリリエンタール修道院でも、トンスラでない頭を除けば違和感なく溶け込んでいる。
同作者の『アルカサル-王城-』外伝の「地の果てへの道」において、実はナバーラ王国の国王のまたいとこにあたる男性を父とする青年であることと俗世名が判明した。しかし俗世名を伏せることを戒められているため、事情を知るのは叔父とマティアスのみである。
霊験を得た人物に何かと気に入られてしまう傾向にあり、老ヤコボになつかれ、娼婦フィリスには一方的に慕われている。最近は、聖セバスチャンのお告げを受ける身となったマティアスの神秘がかった言葉が苦手になっている。
オド
施療院で働く頑健な修道士。俗世名は「オドアケル・ショルツ」。俗世では彼もまた勇敢な騎士であり、ケルンの法と秩序を守る役人だった。治安部隊の隊長フリートは当時の後輩である。ファルコとは「（修道士に相応しい）霊的な会話をしよう」と口癖のように言い合っているが、修道会では彼ともども荒事担当として大いに頼られてしまっている。本人も俗世の癖が抜けきれず、諸々の事件に遭遇する度に、気が付けば生き生きと捜査を行っている。
出家前の市警時代を描く『ケルン市警オド』の主人公でもある。
アルヌルフ
変人だが優秀な写字生。肉体派のファルコ、オドのコンビに対して頭脳派で、豊富な知識に基づいて策をめぐらせ、事件の解決に貢献する。マティアスと並び「写字室の二大美形」と称された美貌と、キラキラ輝く美トンスラの持ち主。自身は芸術家の誇りを持っているが、霊感が降りたとして他人の作品を”パクる”ことがしばしばある。
俗世名「アルヌルフ・ノイマン」。森奉行を務めるノイマン家の嫡子として生を受けた次男坊だったが、14歳の時に思う存分学問書に打ち込みたくて修道士になった。ファルコがマティアスと共に修道院に戻ってしばらくして父バルタザルが卒中で亡くなり、長男亡き後の後継者として相続をとノイマン家を仕切る家令が言い出したことで還俗問題が勃発した。俗世間に無理矢理に連れ戻されるかもと思うと何度も失神し、涙を流したことで“変人の目にも涙”と囁かれた。幸い、腹違いの兄フランツ・ヘルムがいたことで還俗を免れた。
マティアス
ケルンの聖ニコラウス修道院に留学する学僧。オド曰く「学問の虫」。
15年にわたる学問漬けの日々を経て、やがてはリリエンタールの未来の修道院長の座を得る筈だったが、知識に溺れて増長し、リリエンタール乗っ取りを企む。しかしファルコたちの活躍により計画は失敗。修道院の牢に生涯幽閉されるはずだったが、本人の希望もあり「三大聖地の1つであるサンチアゴ・デ・コンポステーラで1年間を修行に努め、そのうえで帰院を望むなら痛悔した子供として受け入れる」との裁定を受けて旅立った。
その後は苦難の末に修業を果たし、以前とは別人のように謙虚な人柄となった。「地の果てへの道」では学識を買われてドン・ペドロに仕えたことがきっかけで、ファルコの叔父ラモンに絡んだ事件に巻き込まれるが、ラモンとともにファルコに救出され、帰院の途につく。その道中で聖セバスチャンの霊に付きまとわれ苦悩するが、実はそれが聖人の導きであったことを知る。その後も聖セバスチャンの顕現は続いて神秘性を帯びるに至り、密かにファルコは苦手意識を抱き、副院長は神がかった姿に茫然となることが多々ある。
帰院して持ち上がったアルヌルフの還俗騒動では、家令に対抗し、事実に基づく偽造文書を作成してリリエンタールとアルヌルフの危機を救い、精神不安定に陥ったアルヌルフを“学問書が君を呼んでいる”と励まして彼の精神を安定させた。
老ヤコボ
リリエンタールの老修道士。オド曰く「現実と無限を股にかけた浮遊老人」であり、普段は自由に院内を徘徊しているが、度々リリエンタールの守護聖女サウラからの啓示を受ける。聖女サウラの遺骨がリリエンタールに存在するのも、彼が20年前に受けた啓示により行われた「神聖盗掠」によるものであり、神罰が下らなかったために真実とされている。
院長
リリエンタールの長。生真面目だが気弱な小心者で、周囲に“小鳥の心臓”と揶揄されている。神経質なほど清潔と規則を尊ぶため、ファルコのトンスラのない頭を忌み嫌っている。
副院長
気弱な院長を補佐し、リリエンタールを守る大黒柱。修道院が富み栄え、褒め称えられることを何よりの喜びとしている。そのため、一見功利にうるさ思えるが、実際には深謀遠慮の人であり、副院長にふさわしい見識の持ち主。事件に際しては、腕力に優れ、トンスラがないため俗人のふりもできるファルコを必要に応じてうまく使いこなしている。

### その他
ベルトルド・ブラント
第4話に登場したケルンの商人。10代後半の頃、17歳の義母マルガレーテに恋をしたことで老父を苦しめた挙げ句に旅立った3人を盗賊の襲撃で失い、聖アンナ尼僧院で幼子同然の精神のシスターに成長したマルティナ（アグネス）を見出し、異母妹の無事な姿に心の安息を得た。
オットー・フォン・ウルリヒ
第5話で、マティアスと組んでリリエンタール修道院乗っ取りを企んだ男。自称ブロンバッハの騎士。部下を引き連れてファルコを襲撃するが、ファルコの剣に一筋の陽光が射し込んで反射した光に目が眩み転落死した。
フリート・ベッカー
ケルン市の治安を守る治安部隊の隊長。マティアスの行状を調査に来たファルコが騎士精神が抜けきれずに娼婦でも女性に暴力を振るう輩の横暴を許せずに暴れたため、投獄されそうになった彼が出家したオドと同じ修道士だと知って助けた。『ケルン市警オド』で警吏だった頃のオドと共にケルン市の治安を守るべく奔走する姿が描かれる。
フィリス
元はウルリヒとも馴染みの娼婦だったが、彼がファルコを殺そうと企んでいることを知りリリエンタール修道院に駆けつけた。ところが、儀式の場で彼女の身に聖女サウラが降臨したため、渦中の人となってしまう。混乱を避けリリエンタールから脱出させてくれたシスターから強く勧誘を受け、聖アンナ尼僧院に入ることになった。
ラモン・ラモス・デ・エスカロス
「地の果てへの道」に登場するファルコの叔父。ナバーラ王国のサンチアゴ騎士団長で、ナバーラ国王のまたいとこである。母国とアラゴン王国との秘密同盟の人質として密かにアラゴンに赴く途中、誤ってカスティリアに越境し囚われの身となる。トレドへ護送中、アラゴン側により奪還されるが追手が迫り、奪還不可能な際には口封じに暗殺せよとの命のために殺されかけた。ファルコに救出され帰国するも3国の王たちに翻弄された虚しさに苛まれ、魂の救済を求めて甥と共にサンチアゴ巡礼に旅立つ。
ルドルフ・リンハルト
リンハルト家の嫡子。黒死病で亡くなった同名の父ルドルフと家臣、母方の領民の死を父の謀略だと捏造して一族を滅ぼされた14歳の少年。母イレーネは長年の敵対関係にあるギーシェ家の姫君だが、リンハルト家を滅ぼされた恨みから母方の従妹エステルやその兄ヘンリクとヨルクを嫌悪する。第3巻に登場したロスバッハのテオバルトに奉公することになった。
エステル・ギーシェ
ギーシェ家の姫君。ルドルフとは母方の従兄妹同士だが、仇敵同士でもあった。しかし、事件の元凶である祖父と父が亡くなり、一族の贖罪を決意して聖アンナ尼僧院に。2人の兄も祖父と父の罪を恥じている。
ユルゲン・クンツ
主人であるギーシェ家2代の悪事に巻き込まれる形でリンハルト家の生き残りであるルドルフを狙うが、天罰からか雪の積もった崖から転落して打ち所が悪かったらしく身体の自由を失う。

### 『アルカサル-王城-』外伝
ドン・ペドロ（カスティーリャ王ペドロ1世）
カスティリヤ王国の国王。本作の本編にあたる『アルカサル-王城-』の主人公。第1話でファルコと剣を交えた物語は、彼にまつわる伝承の一つが下敷きとなっている。基本的には僧侶嫌いだが、自分と対等に戦ったファルコが大のお気に入りで「我が友」と呼ぶ。ファルコの頭頂部の痣を“聖母マリアの接吻”と好意的に捉え、大切なお守りとして厭わぬよう諭した。
『アルカサル-王城- 外伝』第1巻及び本作の新装版第2巻に収録された「地の果て（フィニステーレ）への道」に登場、第7話冒頭でドイツに帰るファルコたちを見送った。
マルティン・ロペス・デ・コルドバ
ドン・ペドロに仕え“王の死刑執行人”とも呼ばれる忠実な騎士。ドン・ペドロの侍従で、カラトラバ騎士団長。叔父ラモン・ラモスの解放嘆願のためカスティリアを訪れたファルコとともにアラゴン側に連れ去られたラモスを救出する。
ロドリゲス・デ・カストロ
ドン・ペドロに仕えるガリシアの騎士。マティアスの保護者。
ガルシ・アルバレス
ドン・ペドロに仕える騎士。サンチアゴ騎士団長。

## 単行本
コミックス
- 青池保子 『修道士ファルコ』 白泉社〈ジェッツコミックス〉、全2巻
  1. 1992年12月発売 ISBN 978-4-592-13154-0
  2. 2001年11月発売 ISBN 978-4-592-13433-6
- 青池保子『新装版 修道士ファルコ』秋田書店〈プリンセス・コミックス〉、既刊5巻（2015年6月16日現在）
  1. 2013年8月16日発売 ISBN 978-4-253-27086-1
  2. 2013年8月16日発売 ISBN 978-4-253-27087-8
  3. 2013年9月13日発売 ISBN 978-4-253-27088-5
  4. 2014年8月16日発売 ISBN 978-4-253-27089-2
  5. 2015年6月16日発売 ISBN 978-4-253-27090-8

文庫版
- 青池保子 『修道士ファルコ』 白泉社〈白泉社文庫〉、全1巻
  1. 2005年11月15日発売 ISBN 978-4-592-88627-3